# Selbstmedikation
Als Selbstmedikation wird die Eigenbehandlung mit Arzneimitteln bezeichnet. Eine Selbstmedikation ist möglich mit verschreibungsfreien, sogenannten OTC-Präparaten und ist besonders verbreitet bei Alltagsbeschwerden wie etwa Kopfschmerzen, Durchfall, Erkältungsbeschwerden oder Übelkeit. Selbstmedikation kann aber auch mit verschreibungspflichtigen Medikamenten erfolgen, sofern diese für den Patienten verfügbar sind, z. B. weil sie für eine frühere Erkrankung verordnet wurden oder illegal erworben wurden.
Dieses Vorgehen hat erhebliche Auswirkungen auf die Mittelverwendung im Gesundheitswesen.
Große Bedeutung kommt auch der Beratung durch Apotheker bei Fragen der Selbstmedikation zu. Oft zeigt sich in diesen Beratungsgesprächen, dass vor Selbstmedikation eine Beratung durch den Arzt nötig ist, weil Gesundheitsbeschwerden falsch gedeutet werden. Von ärztlicher Seite wird die Selbstmedikation mitunter kritisch gesehen.

## Arzneimittelabgabe nach Verordnung und in der Selbstmedikation
| Jahr                        | Verordnungen (Mio. Packungen) | Selbstmedikation (Mio. Packungen) |
| --------------------------- | ----------------------------- | --------------------------------- |
| 1992                        | 1200                          | 540                               |
| 1995                        | 1060                          | 590                               |
| 2000                        | 960                           | 600                               |
| 2001                        | 990                           | 610                               |
| 2002                        | 1005                          | 640                               |
| 2003                        | 1027                          | 638                               |
| 2004                        | 845                           | 651                               |
| 2005                        | 862                           | 692                               |
| 2006                        | 834                           | 676                               |
| nach: Medical Tribune, 2007 |                               |                                   |

## Selbstmedikation bei Tieren
Tiere können durch das gezielte Fressen von z. B. Kräutern körperliche Probleme beheben. Bekannt ist auch das Erdeessen bei Elefanten. Die Selbstmedikation bei Tieren wird wissenschaftlich als Zoopharmakognosie bezeichnet. 

## Infektionskrankheiten
Selbstmedikation mit Antibiotika ist in einigen Ländern, wie Griechenland, alltäglich. In Ländern wie Nigeria besteht durch den unbedachten Gebrauch von Antibiotika ein erhöhtes Risiko Antibiotika-resistenter bakterieller Infektionen.
In einem Fragebogen zur Schätzung der Selbstmedikations-Rate in der Bevölkerung von Khartum im Sudan berichteten 48,1 %, in den letzten 30 Tagen Antibiotika verwendet zu haben. 43,4 % der Befragten nahmen Antimalariamittel, und 17,5 % machten von beidem Gebrauch. Insgesamt gab es eine Prävalenz berichteter Selbstmedikation mit einer oder beiden antiinfektiösen Substanzen im vergangenen Monat von 73,9 %.
Auch in einer Umfrage von Studenten in Süd-China berichteten 47,8 % der Befragten über Eigentherapie mit Antibiotika.

## Ärzte und Medizinstudenten
57 % der Medizinstudenten in West Bengal, Indien, berichteten in einer Befragung, sich selbst zu therapieren. Die am häufigsten eingesetzten Medikamente waren Antibiotika (31 %), Schmerzmittel (23 %), fiebersenkende Mittel (18 %), Mittel gegen Magen-/Darmulzera (9 %), Hustenmittel (8 %), Multivitamine (6 %) und Wurmmittel (4 %).
Eine andere Studie stellte fest, dass sich 53 % Ärzte in Karnataka, Indien, selbst mit Antibiotika behandeln.

## Kinder
Eine Studie von Luo-Kindern im Westen Kenias zeigte, dass sich 19 % selbst therapierten. Sie verwendeten neben Arzneimitteln auch Kräuter. Die Mädchen vertrauten dabei eher der Kräutermedizin, während die Jungen sich auf die Schulmedizin verließen. Das Phänomen ist wahrscheinlich auf den Einfluss ihrer relativen Ertragsfähigkeit zurückzuführen.